# Васильков, Валентин Трифонович
Валентин Трифонович Васильков (2 августа 1925, Орск, Мошковский район, Новосибирская область — 26 октября 2002, Новосибирск) — советский художник, член Союза художников СССР (1989) и России.

## Биография
Родился 2 августа 1925 года в деревне Орск Новосибирской области.
Учился в школе, затем в 1941—1942 годах ходил на десятимесячные курсы, где получил специальность чертёжника-конструктора машиностроительного черчения.
С 1942 по 1944 год — работник военного завода № 617. В 1944 году был призван в армию, однако оставлен при заводе, на котором трудился до завершения Великой Отечественной войны.
В 1946—1949 годах обучался в Московском высшем художественно-промышленном училище на факультете художественной обработки металла (специальность — «мастер-чеканщик»; преподаватели — Н.А. Дмитриев, А. В. Куприн). С июня 1946 по август 1951 года трудился в московской экспериментальной мастерской «Всекохудожник».
В 1951 году переехал в Новосибирск. Работал в Новосибирском творческо-производственном комбинате ХФ РСФСР.
С 1957 года участвовал в художественных выставках.
Умер 26 октября 2002 года в Новосибирске. Похоронен на Заельцовском кладбище (квартал 54н).

## Произведения
Работы Валентина Василькова хранятся в Новосибирском государственном художественном музее, Краснозёрском художественно-краеведческом музее, Искитимском историко-художественном музее, Колыванском краеведческом музее, а также в частных коллекциях Германии и Венгрии.

## Награды
Художнику присвоена медаль «Ветеран труда».